# Daniel Wigius
Daniel Wigius, född 1622 på Gransjöbo i Djursdala socken, död 19 maj 1690 i Drothems socken, var en svensk präst i Drothems församling.

## Biografi
Daniel Wigius föddes 1622 på Gransjöbo i Djursdala socken. Han var son till bonden Nils Andersson och Greta Danielsdotter. Wigius studerade vid gymnasiet och prästvigdes 1 juli 1652. Han blev samma år kollega i Söderköping och 1657 komminister i Skönberga församling. Wigius blev 1673 kyrkoherde i Drothems församling. Han avled 19 maj 1690 i Drothems socken.

### Familj
Wigius gifte sig 1658 med Elisabeth Johansdotter Mollerus (död 1727). Hon var dotter till inspektorn från Målen i Skönberga socken. De fick tillsammans barnen Margareta (1659–1732), Christina, Ingrid, Maria, Nicolaus (död 1726), Helena, Anna (1672–1748), Brita, som var gift med kyrkoherden Benedictus Lidbergius, och Sara (1679–1756).